# 남성재
남성재(南城齋)은 대한민국 경상북도 포항시 남구 대송면에 있는, 연일 정씨의 시조인 형양공 정습명을 제사지내기 위해 무덤 아래에 세운 재실이다.
1998년 4월 13일 경상북도의 유형문화재 제302호로 지정되었다.

## 개요
연일 정씨의 시조인 형양공 정습명을 제사지내기 위해 무덤 아래에 세운 재실이다.
조선 경종 2년(1722)에 읍성의 남쪽 구석에 후손들이 처음 단을 쌓고 제사를 지냈으나, 영조 18년(1742)에 읍의 이전으로 인해 현재의 위치에 묘단을 새로이 쌓고 돌상과 비석을 세웠다.

## 참고 자료
- 남성재 - 국가유산청 국가유산포털